# Huelga de campesinos de 1934
Los días 5 y 6 de junio de 1934 tuvo lugar en España una huelga general revolucionaria de campesinos y jornaleros, días antes de la recolección. La huelga fue convocada por la UGT, en concreto por su Federación Nacional de Trabajadores de la Tierra (FNTT).  Las colisiones entre obreros en huelga, patronos y Guardia Civil fueron cruentas. El movimiento huelguista, que en general fue reprimido duramente, se extendió a más de 1.500 municipios españoles durante más de una semana. Esto llevó a numerosas detenciones y al desmantelamiento de la Federación. En Madrid fue detenido el diputado socialista por Jaén Juan Lozano Ruiz.
El mismo día 6 de junio fue asesinado en Hernani (provincia de Guipúzcoa), el general Fernando Berenguer, hermano del penúltimo presidente de Gobierno anterior a la Segunda República española, asesinato perpetrado por militantes anarquistas. El día 8 el gobierno declaró el estado de alarma y la censura previa de prensa. 

## Conflicto y movilización social
La Segunda República es el período de mayor movilización política en España de todo el siglo XX. La amplia libertad del nuevo sistema republicano permite el desarrollo de inquietudes políticas por parte de la clase trabajadora, lo que hará que el fuerte conflicto social, ya existente, aumente y desemboque en numerosas ocasiones en sucesos con enfrentamientos violentos. 
La situación en el medio rural, entre caciques y jornaleros era más tensa que nunca, además de que la mayoría de los obreros optó por las posiciones más radicales y por la vía revolucionaria; las protestas en numerosos casos derivaron, en ataques a la propiedad, con la destrucción de maquinaria agrícola, ocupaciones de fincas, incendios de cosechas y robos. Estos conflictos violentos, que la historiografía ha denominado como “sucesos” fueron una constante durante la nueva República, como en los casos de los sucesos de Arnedo (La Rioja), de Castilblanco (Badajoz), de Aznalcóllar (Sevilla) o los famosos sucesos de Casas Viejas (Cádiz). 

## Andalucía

#### Provincia de Jaén
En la provincia de Jaén la huelga revistió especial virulencia. En la localidad de Vilches, el día 6 de junio de 1934, un nutrido grupo de huelguistas asaltó el cortijo de "Riego", propiedad de Francisco Rodríguez. El cortijero realizó algunos disparos y mató a uno de los asaltantes. Los huelguistas mataron a tiros al propietario y a uno de sus hijos. 
Sucesos de Torreperogil y Sabiote
En los graves enfrentamientos ocurridos en las localidades de Torreperogil y Sabiote el miércoles 6 de junio de 1934 hubo varias víctimas.  Al menos tres personas muertas, entre ellas el hijo del propietario del cortijo "Los Pérez".  En el cortijo "Las Chozas", situado a 7 kilómetros de Sabiote, Juan Navarrete Gallego "Matarratas" asesinó de un disparo a una criada, junto a Gil Calvente Talavera y Luis Aranda Torres. Fueron detenidos posteriormente. Simultáneamente se declaró un incendio en una casa de la localidad. En Poco Humo los huelguistas hirieron a un labrador llamado Gabriel Sánchez y a un guardia municipal de un hachazo en la cabeza. En Begíjar resultó herido el patrono Lucas López. 
Según la nota de prensa que recoge el Diario de Córdoba, 

"Jaén. El gobernador, al recibir a los periodistas les dio noticias relacionadas con los graves sucesos registrados en Torreperogil y Sabiote, donde con motivo de la huelga de campesinos se registraron colisiones entre obreros y patronos, resultando tres personas muertas.
Diario de Córdoba, 7 de junio de 1934, pág. 3. 

Según el diario Ahora el fallecido era José Hurtado, hijo de un patrono, y herido el propietario Gabriel Martínez. 
Otras localidades jienenses
El día 6 de junio en Castellar de Santisteban un grupo de huelguistas agredió a la fuerza pública; en Santo Tomé hubo disparos contra el cuartel de la Guardia Civil.
También en Mengíbar se produjo una colisión entre obreros y patronos, resultando herido el propietario Lucas Gómez. En Mancha Real, un patrono herido el día 6 falleció al día siguiente, con lo que el número de víctimas mortales ascendía a cinco y los heridos eran ocho. El conflicto revistió mayor gravedad en las localidades de Beas de Segura y Cazorla. 
En Arjona, un grupo de huelguistas agredió a tiros a la Guardia Civil. Al repeler la agresión, resultó muerto el obrero Martín Torres, que recibió un balazo en la cabeza. 

#### Provincia de Sevilla
El día 6 de junio la huelga tuvo especial incidencia en las localidades de El Coronil, Paradas, Peñaflor y Villanueva de las Minas.  El día 7 de junio el gobernador civil de Sevilla confirmó que hasta la fecha iban practicadas "unas doscientas detenciones". Describió cómo en Morón de la Frontera "catorce individuos armados de escopetas y tercerolas entraron en la finca denominada "El Villar" y quemaron la paja, un montón de leña y varias chozas". En el cortijo "Torrejón", un grupo quemó una máquina segadora e incendió las mieses y varios cobertizos. En las proximidades de Morón, los campesinos en huelga intentaron volar la línea de conducción de la energía eléctrica. 
El día 9 de junio volvió a informar el gobernador de incendios de sembrados o máquinas segadoras en Valencina, La Campana, Carmona, Mairena; asimismo hubo detenciones en El Coronil (33), Écija (1), Peñaflor (4), La Roda (14). En Osuna se clausuró la sede de UGT y se detuvo a la directiva. 

#### Provincia de Huelva
En Escacena del Campo el día 9 estalló un explosivo a las puertas del partido Acción Popular. 

#### Provincia de Granada
En la localidad de Alhama de Granada resultó muerto el empresario Francisco Raya. 

## Aragón
En Zaragoza el día 9 de junio fue detenido el extremista Antonio Cristóbal, supuesto autor de la colocación de una bomba. 

## País Vasco

#### Provincia de Vizcaya
En Basurto la policía intervino en la carretera de Castrejana 89 bombas, metálicas, cargadas, de dos kg cada una.

## Comunidad Valenciana
En la Comunidad Valenciana la huelga tuvo especial incidencia. Un triste hecho se puede relacionar con la huelga. Se trata del estallido de varios explosivos en una taberna de la calle de Jesús, a las afueras de Valencia.  Pudo tratarse de un almacén de bombas. Murieron al menos 13 personas. El día 9 de junio se verificó el entierro. Grupos de obreros se concentraron en el cementerio y condujeron los féretros al hospital. Por la tarde, se organizó una comitiva y muchos de los féretros fueron envueltos por sus amigos en banderas rojas. 

#### Provincia de Castellón
El día 9 de junio se registraron coacciones en Benicàssim y en la población de Hondas hubo una veintena de detenidos por derribar un poste de energía eléctrica. 

## Otras provincias
El día 6, en la provincia de Ciudad Real, en la localidad de Pedro Muñoz, en una colisión con la Guardia Civil, resultaron heridos tres guardias.  El día 9 de junio, la Guardia Civil de Santa Cruz de Mudela sorprendió una reunión clandestina y detuvo a 22 individuos. 
En la Casa del Pueblo de localidad toledana de la Zarza fueron halladas ocho bombas, de entre 14 y 18 kg cada una. 